# Anastasij (Bednikov)
Anastasij (světským jménem: Vjačeslav Viktorovyč Bednikov; * 7. listopadu 1983, Tiraspol) je moldavský duchovní Ukrajinské pravoslavné církve Moskevského patriarchátu, biskup ovidiopolský a vikář oděské eparchie.

## Život
Narodil se 7. listopadu 1983 v Tiraspolu. Roku 1996 rodina odešla na Ukrajinu.
Po střední škole učil na oděské škole č. 90 se specializací na jazyky. Roku 2005 nastoupil na Oděský duchovní seminář. Po dokončení semináře byl přijat do Iverského monastýru, kde byl 8. dubna 2012 postřižen na monacha se jménem Anastasij. Dne 17. dubna téhož roku byl metropolitou oděským a izmajilským Agafangelem (Savvinem) rukopoložen na jerodiákona a 20. května na jeromonacha. Dokončil Kyjevskou duchovní akademii a Křesťanskou teologickou akademii ve Varšavě.
Dne 10. prosince 2013 byl povýšen na igumena a 21. dubna 2017 na archimandritu. Od 1. července 2018 působil jako asistent prorektora semináře, později se stal prorektorem. V prosinci 2020 byl jmenován předsedou církevního soudu oděské eparchie. 
Dne 10. dubna 2023 byl ustanoven zástupcem představeného a blagočinným Pantelejmonovského monastýru. Od prosince byl jmenován řádným představeným
Dne 23. října 2024 jej Svatý synod Ukrajinské pravoslavné církve zvolil biskupem ovidiopolským a vikářem oděské eparchie. Biskupská chirotonie 27. října v chrámu Zvěstování v Kyjevě. Hlavním světitelem byl metropolita kyjevský a celé Ukrajiny Onufrij (Berezovskyj).